# Йёргенсен, Каспер
Каспер Йёргенсен (дат. Casper Jørgensen; род. 20 августа 1985,  в  Орслеве, Дания)   — датский трековый и шоссейный велогонщик. Серебряный призёр летних Олимпийских игр 2008 года на треке в командной гонке преследования. Чемпион мира по трековым велогонкам в командной гонке преследования (2009).

## Достижения

### Трек
2002
1-й  Чемпион Дании — Индивидуальная гонка преследования (юниоры)
1-й  Чемпион Дании — Командная гонка преследования (юниоры)
2003
1-й  Чемпион Дании — Командная гонка преследования
1-й  Чемпион Дании — Индивидуальная гонка преследования (юниоры)
1-й  Чемпион Дании — Гит (юниоры)
2004
1-й  Чемпион Дании — Командная гонка преследования
1-й  Чемпион Дании — Скрэтч
2005
1-й  Чемпион Дании — Командная гонка преследования
2006
1-й  Чемпион Дании — Скрэтч
1-й Кубок мира по трековым велогонкам 2005-2006 — Командная гонка преследования, Сидней,  Австралия
2-й Кубок мира по трековым велогонкам 2006-2007 — Командная гонка преследования, Сидней,  Австралия
2007
1-й  Чемпион Дании — Скрэтч
2-й Кубок мира по трековым велогонкам — Командная гонка преследования, Лос-Анджелес,  США
3-й  Чемпионат мира — Командная гонка преследования
2008
1-й  Чемпион Дании — Гит
2-й  Летние Олимпийские игры — Командная гонка преследования
2-й  Чемпионат мира — Командная гонка преследования
2-й Кубок мира по трековым велогонкам — Командная гонка преследования, Лос-Анджелес,  США
2-й Кубок мира по трековым велогонкам — Командная гонка преследования, Копенгаген,  Дания
2-й  Чемпионат Европы — Мэдисон
2009
1-й  Чемпион мира — Командная гонка преследования

### Шоссе
2007
1-й — Пролог Гран-при Вильгельма Телля
3-й Чемпионат Дании — Индивидуальная гонка U23
2008
1-й  Чемпион Дании — Командная гонка с раздельным стартом
1-й — Пролог Тур Олимпии
2-й - Дуо Норман (вместе с Микаэлем Мёркёвом
2009
1-й — Пролог Tour du Loir-et-Cher